# Moussa Koita
Pour les articles homonymes, voir Koïta (homonymie).
Moussa Koita, né le 19 novembre 1982 à Saint-Denis (Seine-Saint-Denis) est un footballeur franco-sénégalais. Il occupe le poste d'attaquant jusqu'à sa retraite sportive en 2012.

## Biographie
Il évolue comme avant-centre au KRC Genk à partir de juillet 2009. Et en janvier 2010, il est prêté au Sporting Charleroi pour six mois.